# Przemienienie (ikona Andrieja Rublowa)
Przemienienie – ikona z początku XV wieku, przypisywana Andriejowi Rublowowi, wykonana w technice temperowej na desce. Obecnie znajduje się w Soborze Zwiastowania na Kremlu w Moskwie.
Ikona ta pochodzi z ikonostasu, którego zachowały się dwa rzędy. Nie przetrwały inne prace Rublowa z tego soboru.
Temat przemienienia Chrystusa jest jednym z najważniejszych w prawosławiu. Ta kremlowska przypisywana Rublowi prezentuje wariant oszczędny przedstawienia. Górna część obrazu to Chrystus w białej, świetlistej szacie, otoczony zieloną mandorlą, z której bije światło. Obok niego prorocy, Eliasz i Mojżesz przyjmujący taką pozycje, że wpisują się w ten okręg.Dolną część kompozycji zajmują apostołowie u podnóża góry, oślepieni blaskiem bijącym od Przemienionego. Wszystkie postaci mimo dramatyzmu sytuacji maja twarze łagodne i spokojne. Reprezentują blask, którym przesiąknięta jest cala ikona. Brak tu kontrastów kolorystycznych oraz walki światła i cienia.